# J.P. Morgan

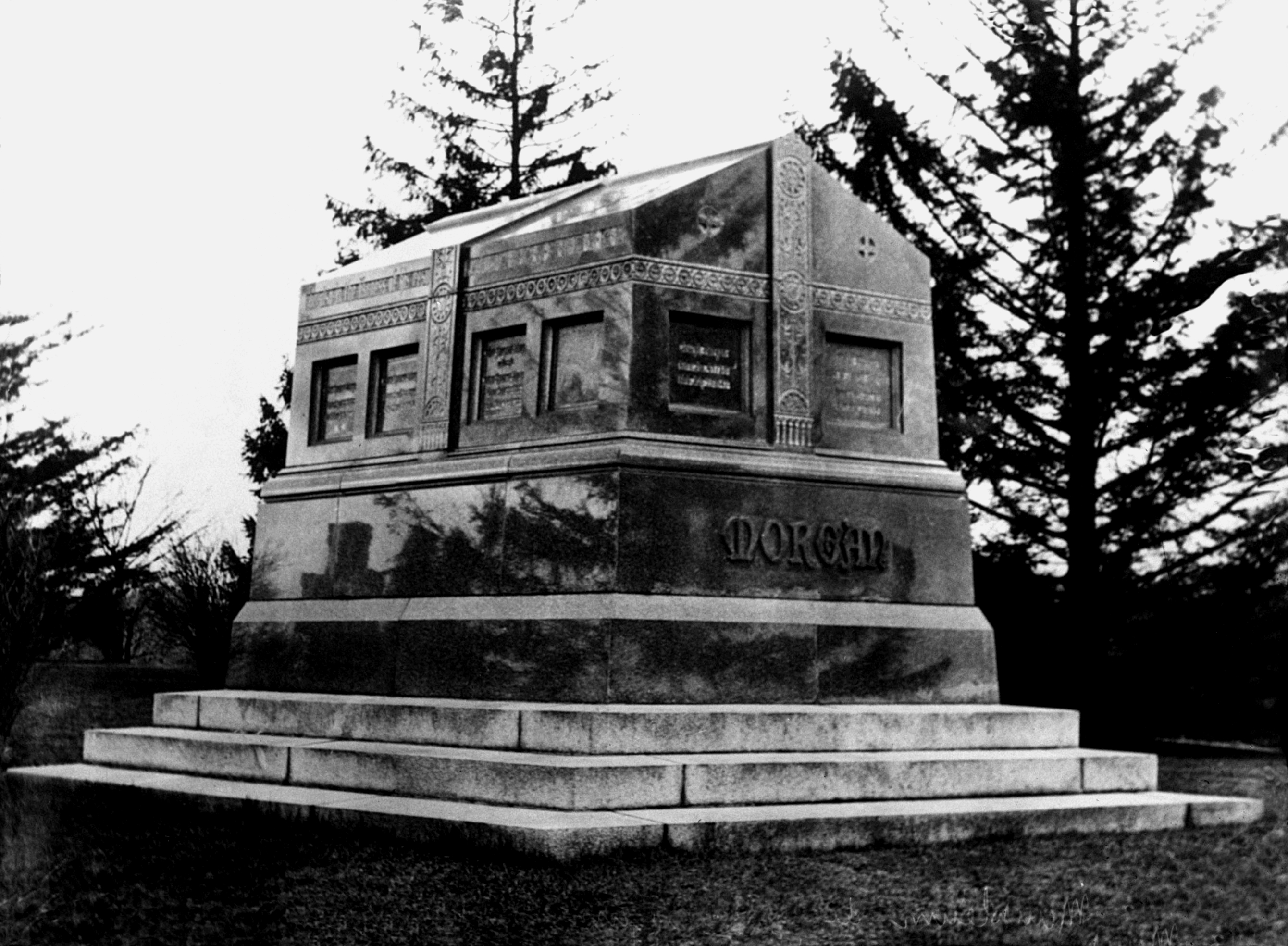
Grobowiec J.P. Morgana na cmentarzu Cedar Hill w Hartford w stanie Connecticut

J.P. Morgan, właśc. John Pierpont Morgan (ur. 17 kwietnia 1837, zm. 31 marca 1913) – amerykański finansista i biznesmen z przełomu XIX i XX wieku. Założyciel m.in. J.P. Morgan & Company, General Electric i U.S. Steel i jeden z najbardziej prominentnych uczestników paniki bankowej z 1907 roku. Jeden z najbogatszych swego czasu ludzi na świecie, równorzędnie z Andrew Carnegiem czy Johnem D. Rockefellerem. Jako kolekcjoner dzieł sztuki, przekazał swoją kolekcję Metropolitan Museum of Art. Został odznaczony Orderem Czerwonego Orła w czerwcu 1911 roku po przekazaniu oryginalnego listu Marcina Lutra władzom niemieckim.

## Praca
W 1857 roku rozpoczął pracę w londyńskiej filii firmy swojego ojca. W 1858 roku przeniósł się do Nowego Jorku. W czasie wojny secesyjnej nie został powołany do wojska dzięki trzystudolarowej zapłacie. W 1871 r. założył razem z Anthonym Josephem Drexelem Bank Drexel, Morgan & Co., który od 1895 roku nosił nazwę J. P. Morgan & Co. Nabył zrujnowane linie kolejowe, które uzdrowił. W 1901 roku założył poprzez kilka fuzji stalowy trust United States Steel Corporation, który wówczas był największą spółką akcyjną na świecie. Przy sprzedaży papierów wartościowych pomnożył swój majątek. Aby wesprzeć swój trust, nabył w 1902 roku angielskie linie żaglowców International Mercantile Marine Company. Do IMMC należały także White Star Line, w której skład wchodziły statki klasy Olympic, w tym „Titanic”. Jako prezes zarządu IMMC Morgan powinien był być w kwietniu 1912 na pokładzie „Titanica”, jednak z powodu choroby tam się nie znalazł.
W 1903 roku zainwestował w raczkujący przemysł samochodowy, wnosząc 2/3 kapitału zakładowego do Briscoe Motor Corporation. Później firma ta stała się podstawą Chrysler Corporation. Morgan dawał firmom gwarancję stabilności oraz przewidywalności usług. Kilkakrotnie ingerował w finanse państwa. W 1895 i 1907 r. zakupił, jako lider grupy inwestorów, dużą ilość obligacji skarbowych i tym uratował USA przed bankructwem. Jednocześnie mógł odsprzedać je z zyskiem. W 1912 roku wytoczono przeciwko niemu proces z powodu niejasnych transakcji finansowych. Wprawdzie został uniewinniony, ale na widok publiczny wyszedł wówczas cały rozmiar jego gigantycznego imperium.
Aż do śmierci John Pierpont Morgan rozszerzał swoje wpływy w sektorach kolejowym, bankowym, żegludze, telekomunikacji oraz w przemyśle elektrycznym. Przedsiębiorstwa Morgana w 1901 r. kontrolowały połowę sieci kolejowych czy też 2/3 produkcji stali w USA.
J. P. Morgan & Co był zawsze bankiem inwestycyjnym i finansował między innymi fuzje przedsiębiorstw, tj. General Electric Corp., czy inwestycje kolejowe w USA. Bank ten połączył się w 2000 roku z Chase Manhattan Bank tworząc JPMorgan Chase.

## Rodzina
W 1861 ożenił się z Amelią Sturges (1835–1862), która wkrótce zmarła na gruźlicę. 3 maja 1863 ożenił się ponownie z Frances Tracy (1842–1924), z którą miał czwórkę dzieci:
- Johna Pierponta Morgana Jr. (1867–1943),
- Louisę Pierpont Morgan (1866–1946, która wyszła za mąż za Herberta Livingstona Satterlee),
- Juliet Morgan (1870–1952),
- Anne Tracy Morgan (1873–1952).

## Kolekcja
Jednym z hobby Morgana była sztuka. Zgromadził on ogromną kolekcję dzieł sztuki oraz dzieł literackich, które przekazał Morgan Library & Museum w Nowym Jorku. Na prośbę koptologa Henry’ego Hyernata zakupił kilka manuskryptów z biblioteki św. Michała w Egipcie. Niedługo po powstaniu Republiki Chińskiej w 1911 roku J.P. Morgan negocjował z chińskim rządem zakup obiektów pałacu cesarskiego. Największym oszlifowanym szafirem jest Gwiazda Indii o masie 563,35 karata. Morgan zafundował go Amerykańskiemu Muzeum Historii Naturalnej, gdzie można go zobaczyć.

## Krytyka
Pisarz F. William Engdahl napisał, że Morgan swoją karierę rozpoczął w wieku 24 lat poprzez wykup zepsutych karabinów od armii w czasie wojny secesyjnej. Na jego rozkaz kupiono potajemnie 5000 karabinów za cenę 3,5 dolara od sztuki w arsenale w Nowym Jorku. John Pierpont Morgan sprzedawał następnie wadliwe karabiny jako nowe, w idealnym stanie za cenę 22 dolarów od sztuki, w siedzibie armii w St. Louis. Tak rozpoczął karierę poprzez oszustwo i korupcję. Twierdzono, że to on rozpowszechnił pogłoskę o bankructwie jednego z większych banków w Nowym Jorku, co w 1907 roku spowodowało panikę, która dotknęła też inne banki. Nelson Wilmarth Aldrich, który był blisko związany z sektorem bankowym, a także spowinowacony z rodziną Rockefellerów, przewodniczył komisji powołanej na skutek paniki z 1907 roku. Komisja ta zaproponowała założenie Rezerwy Federalnej, czyli banku centralnego, aby uniknąć na przyszłość podobnych sytuacji. Według G. Edwarda Griffina projekt ustawy o wprowadzeniu Rezerwy Federalnej sporządzono w 1910 roku na Jekyll Island. Ustawę sporządzono w ścisłej tajemnicy przy udziale Morgana i kilku innych członków banków. Frank Fander, wówczas prezes National City Bank (dziś Citibank), wspominał, że członkowie komisji przyjeżdżali osobno i zatrzymywali się najdyskretniej jak tylko mogli gdy przybywali na dworzec, gdzie czekał samochód Aldricha. „Wiedzieliśmy, że w żadnym wypadku nie może wyjść to na jaw. Gdyby społeczeństwo dowiedziało się, że to my stworzyliśmy projekt, to nie miałby on żadnych szans w Kongresie". Ustawę o Rezerwie Federalnej (Federal Reserve Act) uchwalono 23 grudnia 1913 roku. Ustawa ta przeszła w parlamencie bez większych dyskusji. Dzień przed wigilią i tylko godzinę później została podpisana przez prezydenta.
W literaturze o kryzysie gospodarczym uważa się, że w 1913 r. założono Rezerwę Federalną dla małego grona wpływowych bankierów, o silnej pozycji i sporej władzy. Tak naprawdę, na początku Fed nie był instytucją publiczną, lecz prywatną korporacją. Garstka menedżerów bankowych i przemysłowych miała swój własny bank centralny. F. William Engdahl wskazuje także na to, że przez błędną politykę pieniężną zarządzania środkami tej instytucji, już w 1979 roku około 24 milionów Amerykanów żyło poniżej granicy ubóstwa.